# Aversion au bonheur
L'aversion au bonheur, aussi appelée « chérophobie » ou « peur du bonheur », est une attitude à l'égard du bonheur dans laquelle les individus peuvent délibérément éviter des expériences qui font appel à des émotions positives, ou au bonheur.
L'une des raisons pour que l'aversion au bonheur se développe est la croyance que lorsque l'on devient heureux, un événement négatif va bientôt se produire qui va entacher son bonheur, comme si on était puni d'avoir été satisfait. Cette croyance est plus répandue dans les cultures non occidentales. Dans les cultures occidentales, telle que la culture américaine, « il est presque pris pour acquis que le bonheur est l'une des plus importantes valeurs qui guident la vie des gens ». Les cultures occidentales sont plus motivées par le désir de maximiser le bonheur et de minimiser la tristesse. Échouer à paraître heureux est souvent une cause de préoccupation. La valeur du bonheur se retrouve en Occident dans la psychologie positive et dans la recherche sur le bien-être subjectif.

## Les facteurs culturels
Il y a quatre raisons principales pour que le bonheur soit évité par certains peuples ou cultures : « Croire que le bonheur va provoquer le malheur ; que le bonheur va faire de vous une personne pire ; que le fait d'exprimer le bonheur est mauvais pour vous et les autres ; et que la poursuite du bonheur est mauvais pour vous et les autres ». Par exemple, « certaines personnes—dans les cultures occidentales et orientales—se méfient du bonheur parce qu'ils croient que de mauvaises choses, comme le malheur, la souffrance et la mort, ont tendance à se produire pour des gens heureux ».
Ces résultats remettent en question l'idée que le bonheur est le but ultime, une croyance qui se retrouve dans beaucoup d'articles et de publications d'auto-assistance sur la question de savoir si certains choix sont susceptibles de vous rendre heureux. Aussi, « dans les cultures qui associent le bonheur d'ici-bas au péché, à la superficialité et à la décadence morale, va effectivement se sentir moins remplies quand leurs vies (selon d'autres standards) vont bien », ainsi, les mesures de bonheur personnel ne peuvent pas simplement être considérées comme un étalon de mesure de satisfaction de la vie, et des attitudes telles que l'aversion pour le bonheur ont des implications importantes pour la mesure du bonheur à travers les cultures et le classement des nations sur les échelles de bonheur.

## Les facteurs éducatifs
Il est probable que l'environnement dans lequel grandit l'enfant contribue de façon non négligeable à sa perception du bonheur, du bien-être, et conséquemment de ses propres besoins relatifs à ces deux éléments. L'enfant prend comme référence le caractère de ses parents et de ses proches, et leur degré d'épanouissement tel que perçu par l'enfant (rires, sourires, jeux, actes et mimiques montrant de la gaieté) serait déjà un élément qui définirait la norme du bonheur chez l'individu adulte. Ainsi, un enfant ayant grandi parmi des individus peu expressifs, peu joyeux, et peu joueurs, pourrait avoir tendance à ne pas reconnaître l'expression du bonheur et, devenant adulte, rencontrer des difficultés à s'intégrer aux jeux de ses semblables ou à apprécier des environnements festifs. 
Les brimades et les réprimandes excessives envers l'enfant pourraient également être une source de chérophobie. En grandissant, l'enfant intègre le concept d'interdit qui, lorsque non justifié, le priverait d'une réaction spontanée normale envers les éléments communs de la vie. Ainsi, un enfant ayant grandi dans un milieu familial sévère imposant une très forte discipline de travail, et peu - voire aucun - loisir, pourrait faire face, une fois adulte ou autonome, à certaines difficultés pour relâcher son attention et se faire plaisir, autrement dit à s'accorder du bonheur. Dans ce cas, l'individu se sentirait constamment "non légitime à être heureux", le bonheur étant synonyme de relâchement et donc de déviation du travail à accomplir. 
Aussi, la proximité avec un parent de tempérament dépressif ou de caractère aigri priverait potentiellement l'enfant d'une référence au bonheur. Les activités de loisir tels que les jeux, les sports, les sorties scolaires, les balades, ainsi que les plaisirs culinaires et l'affection partagée avec ses proches (câlins, mots de gentillesse, compliments, tenir la main, bisous, jeux de société familiaux, etc.) sont des éléments non négligeables dans la reconnaissance du bien-être et le sentiment de légitimité face aux joies de la vie. Bien que "bien-être" et "bonheur" soit des notions distinctes, on parlerait dans ce cas d'un "apprentissage du bonheur", ce qui implique deux éléments :
1 - La reconnaissance de son droit au bonheur.
2 - La connaissance, par l'expérience éducative d'abord et par la recherche autonome ensuite, de ce qui peut apporter le bonheur. 
Selon certaines théories, l'enfant possède une spontanéité et un instinct naturel qui le porteraient automatiquement vers le bonheur, à travers le jeu notamment. L'éducation serait donc la première barrière qui, avec ses normes, codifie la perception du bonheur (à travers l'institution scolaire, par exemple : devoirs qui s'opposent au jeu, travail qui contrarie le plaisir ; imposition des horaires et de certaines règles de conduite ; parents trop fatigués qui imposent à l'enfant de cesser de jouer et de faire du bruit, sans que l'enfant ne le comprenne). Il naîtrait de cela un sentiment de culpabilité face au bonheur, intégré au caractère de l'adulte, qui va lier le plaisir ou le loisir, ou même le fait d'être à l'écoute de ses propres besoins, à la notion de désobéissance et à ses conséquences, telles que gardées dans la mémoire infantile (punition, mécontentement des parents et des instituteurs, mauvaises notes à l'école, etc.).